# Hello Baby
Hello Baby é um reality show sul-coreano onde as celebridades experimentam a paternidade, cuidando de crianças com até 5 anos de idade. O principal objetivo é ver se as celebridades são "bons" pais.

## Temporadas
- 1ª: Girls' Generation's Hello Baby
- 2ª: Shinee's Hello Baby
- 3ª: T-ara's Hello Baby
- 4ª: Sistar & LeeTeuk's Hello Baby
- 5ª: MBLAQ's Hello Baby[1]
- 6ª:  B1A4's Hello Baby[2]
- 7ª:  Boyfriend's Hello Baby[3]